# Neurigona dahli
Neurigona dahli är en tvåvingeart som beskrevs av Becker 1922. Neurigona dahli ingår i släktet Neurigona och familjen styltflugor. Inga underarter finns listade i Catalogue of Life.